# Celosia oblongocarpa
Celosia oblongocarpa är en amarantväxtart som beskrevs av Schinz. Celosia oblongocarpa ingår i släktet celosior, och familjen amarantväxter. Inga underarter finns listade i Catalogue of Life.